# Lee Ji-ha
Lee Ji-ha (en hangul, 이지하) es una actriz surcoreana.

## Biografía
Estudió en el departamento de teatro de la Kyungsung University.

## Carrera
Fue miembro de la agencia S&A Entertainment (S&A 엔터테인먼트).

## Filmografía

### Series de televisión
| Año         | Título                                          | Personaje                                 | Notas                  |
| ----------- | ----------------------------------------------- | ----------------------------------------- | ---------------------- |
| 2022        | The King of Pigs                                | Madre de Hwang Kyung-mi                   | ep. 1 - (invitada)     |
| 2021 - 2022 | School 2021                                     | Goo Mi-hee                                | [ 3 ]                  |
| 2021        | Happiness                                       | Jo Ji-hee                                 | [ 4 ]                  |
| 2021        | Drama Special Season 12: TV Cinema - "F20"      | -                                         |                        |
| 2021        | Squid Game                                      | N.º 070                                   | ep. 4, 6 - (invitada)  |
| 2021        | Hospital Playlist 2                             | Madre de Yoo Han-yang                     | ep. 2-3 - (invitada)   |
| 2021        | Scripting Your Destiny                          | Madre de Hwa Ok                           | ep. 1 - (invitada)     |
| 2020        | Sweet Home                                      | Moon Hyeon-sook                           | (invitada)             |
| 2020        | Please Don't Date Him                           | Madre de Bang Jung-han                    | ep. 2 - (invitada)     |
| 2020        | My Unfamiliar Family                            | Oh Mi-sook                                |                        |
| 2020        | Hi Bye, Mama!                                   | Madre de Park Hye-jin                     | (invitada)             |
| 2019        | Drama Special Season 10 - "Goodbye B1"          | Jang Seon-ja                              |                        |
| 2019        | Search: WWW                                     | Madre de Park Morgan                      | (invitada)             |
| 2019        | Romance Is a Bonus Book                         | Madre de Song Hae-rin                     |                        |
| 2018        | The Last Empress                                | Shin Eun-soo                              | (invitada)             |
| 2018        | The Smile Has Left Your Eyes                    | monja Lucy                                |                        |
| 2018        | Drama Special Season 9 - "Forgotten Season"     | Park Jung-sook                            |                        |
| 2018        | Life on Mars                                    | Han Mal-sook                              | ep. 16 - (invitada)    |
| 2018        | Welcome to Waikiki                              | Madre de Ji Soo                           | ep. 3 - (invitada)     |
| 2017 - 2018 | Bad Guys: City of Evil                          | Kim Kyung-im                              | [ 7 ]                  |
| 2017 - 2018 | Jugglers                                        | Kang Soon-deok                            | [ 8 ]                  |
| 2017        | Age of Youth 2                                  | Conductora / Madre de Kwon Ho-chang       | ep. 1, 14 - (invitada) |
| 2017        | The Bride of Habaek                             | Madre de Yoon So-ah                       | (invitada)             |
| 2016        | Five Enough                                     | Consejera en el centro de madres solteras |                        |
| 2013        | The Queen of Office                             | Presentadora                              |                        |
| 2012        | Drama Special Series Season 2 - "Ordinary Love" | Líder del equipo de guías turísticos      |                        |

### Películas
| Año  | Título                               | Personaje             | Notas |
| ---- | ------------------------------------ | --------------------- | ----- |
| 2021 | New Year Blues                       | Gerente de Jin-ah     |       |
| 2020 | Forgotten Love                       | -                     |       |
| 2018 | Herstory                             | Directora             |       |
| 2018 | Love+Sling                           | Maestra de Aula       |       |
| 2017 | The Bros                             | Madre de Dang Sook    |       |
| 2016 | The Handmaiden                       | Dueña de Ryokan       |       |
| 2014 | Tabloid Truth                        | Esposa de Nam Jung-in |       |
| 2012 | Duresori: The Voice of East          | Tía de Ah Reum        |       |
| 2012 | Nameless Gangster: Rules of the Time | Mujer con bolso       |       |
| 2010 | Finding Mr. Destiny                  | Clienta               |       |

### Teatro
| Año | Obra                                      | Personaje | Notas |
| --- | ----------------------------------------- | --------- | ----- |
| -   | 바보각시                                  | -         |       |
| -   | 종로고양이                                | -         |       |
| -   | 흉가에 볕들어라                           | -         |       |
| -   | 파행                                      | -         |       |
| -   | 타임플라이즈                              | -         |       |
| -   | 파티                                      | -         |       |
| -   | 양파                                      | -         |       |
| -   | 수족관 가 는길                            | -         |       |
| -   | 달의소리                                  | -         |       |
| -   | 나무는 신발가게를 찾아가지 않는다         | -         |       |
| -   | 그린벤취                                  | -         |       |
| -   | 릴레이                                    | -         |       |
| -   | 바리공주                                  | -         |       |
| -   | 시련                                      | -         |       |
| -   | 오레스테스                                | -         |       |
| -   | 왕국식당의 최후                           | -         |       |
| -   | 침향                                      | -         |       |
| -   | 락희맨쇼                                  | -         |       |
| -   | 욕망이라는 이름의 전차                    | -         |       |
| -   | 연애희곡                                  | -         |       |
| -   | 휘가로의 결혼                             | -         |       |
| -   | 과학하는 마음-숲의심연                    | -         |       |
| -   | 버자이너 모놀로그                         | -         |       |
| -   | 숲속의 잠자는 옥희                        | -         |       |
| -   | 그집여자                                  | -         |       |
| -   | 이제는 애처가                             | -         |       |
| -   | 바냐아저씨                                | -         |       |
| -   | 과부들                                    | -         |       |
| -   | 미스 프랑스                               | -         |       |
| -   | 색다른 이야기 읽기 취미를 가진 사람들에게 | -         |       |
| -   | 그봄한낮의 우울                           | -         |       |
| -   | 억울한 여자                               | -         |       |
| -   | 잘자요 엄마                               | -         |       |
| -   | 인어 : 바다를 부른 여인                   | -         |       |
| -   | 민들레바람되어                            | -         |       |
| -   | 벚꽂동산                                  | -         |       |
| -   | 리얼게임                                  | -         |       |
| -   | 미저리                                    | -         |       |
| -   | 대학살의 신                               | -         |       |

### Anuncios
- 유한양행 - 메가트루.

## Premios y nominaciones
| Año  | Categoría           | Premios                   | Trabajo | Resultado |
| ---- | ------------------- | ------------------------- | ------- | --------- |
| 2015 | Best Actress        | 2nd Seoul Drama Award     | -       | Ganó      |
| 2008 | Best Drama Actress  | 4th Golden Ticket Award   | -       | Ganó      |
| 2008 | Best Female Actress | 44th Dong-A Theater Award | -       | Ganó      |
| 2005 | Best New Actress    | Seoul Theater Festival    | -       | Ganó      |